# Walter Tammas
William Baldry „Walter“ Tammas (* 23. August 1870 in Great Yarmouth; † 12. Januar 1952 in North Walsham) war ein britischer Tauzieher.

## Erfolge
Walter Tammas war Polizist bei der Metropolitan Police und nahm an den Olympischen Spielen 1908 in London teil. Bei diesen trat er gemeinsam mit Joseph Dowler, Walter Chaffe, Ernest Ebbage, Alexander Munro, Thomas Homewood, William Slade und James Woodget für die Metropolitan Police an. Die Mannschaft erreichte dank eines Freiloses das Halbfinale, in dem sie der City of London Police mit 0:2 unterlag. Da die schwedische Mannschaft nicht zum Duell um den dritten Platz antrat, sicherte sich die Metropolitan Police kampflos den Gewinn der Bronzemedaille. 1913 gehörte Tammas zur Mannschaft, die die britischen Meisterschaften gewann. Nach seiner Karriere bei der Polizei betrieb er das White Swan Hotel in seiner Geburtsstadt Great Yarmouth und wurde Vorsitzender der dortigen Lebensmittelhändlervereinigung.